# Liste der Biografien/Sime
Liste der Biografien |
Portal Biografien |
Personensuche
# |
A |
B |
C |
D |
E |
F |
G |
H |
I |
J |
K |
L |
M |
N |
O |
P |
Q |
R |
S |
T |
U |
V |
W |
X |
Y |
Z |
?
 
Sa |
Sb |
Sc |
Sd |
Se |
Sf |
Sg |
Sh |
Si |
Sj |
Sk |
Sl |
Sm |
Sn |
So |
Sp |
Sq |
Sr |
Ss |
St |
Su |
Sv |
Sw |
Sy |
Sz
 
Sia |
Sib |
Sic |
Sid |
Sie |
Sif |
Sig |
Sih |
Sii |
Sij |
Sik |
Sil |
Sim |
Sin |
Sio |
Sip |
Siq |
Sir |
Sis |
Sit |
Siu |
Siv |
Siw |
Six |
Siy |
Siz
 
Sima |
Simb |
Simc |
Sime |
Simg |
Simh |
Simi |
Simj |
Simk |
Siml |
Simm |
Simn |
Simo |
Simp |
Simr |
Sims |
Simt |
Simu |
Simw |
Simz
Die Liste der Biografien führt alle Personen auf, die in der deutschsprachigen Wikipedia einen Artikel haben. Dieses ist eine Teilliste mit 93 Einträgen von Personen, deren Namen mit den Buchstaben „Sime“ beginnt.

## Sime
- Sime, Abrham (* 2001), äthiopischer Leichtathlet
- Sime, Dave (1936–2016), US-amerikanischer Sprinter und Olympiazweiter
- Sime, Elias (* 1968), äthiopischer bildender Künstler und Bildhauer
- Sime, George (1915–1990), schottischer Hockeyspieler
- Sime, Ruth Lewin (* 1939), US-amerikanische emeritierte Professorin für Physikalische Chemie

### Simea
- Simeão, Joana (* 1937), mosambikanische Lehrerin, Widerstandskämpferin und Politikerin

### Simec
- Simecek, Hugo-Josef (1904–1965), deutscher Politiker (SPD)
- Šimečka, Michal (* 1984), slowakischer Politiker, Politikwissenschaftler und Journalist

### Simek
- Simek, Frank (* 1984), US-amerikanischer Fußballspieler
- Simek, Marko (* 1995), österreichischer Handballspieler
- Šimek, Miroslav (* 1959), tschechischer Kanute
- Šimek, Radim (* 1992), tschechischer Eishockeyspieler
- Simek, Rudolf (* 1954), österreichischer Germanist und SkandinavistRudolf Simek (* 1954)

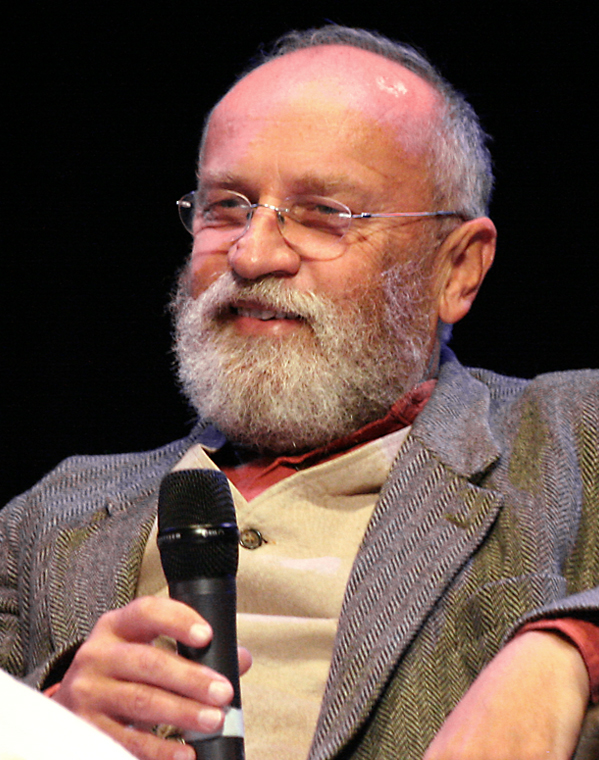
Rudolf Simek (* 1954)

- Šimek, Zdeněk (1927–1970), tschechischer Bildhauer

### Simel
- Simelane, Constance, eswatinische Politikerin
- Simelane, David Thabo (* 1956), eswatinischer Serienmörder
- Simelane, Eudy (1977–2008), südafrikanische Fußballspielerin und LGBT-Aktivistin
- Simelane, Isaac (* 1967), eswatinischer Marathonläufer
- Simelane, Musa (* 1974), eswatinischer Boxer
- Simelane, Tiffany (1988–2009), Schönheitskönigin
- Simelis, Vytautas (* 1957), litauischer Politiker, Bürgermeister der Rajongemeinde Radviliškis
- Simelius, Maria (1792–1843), finnische Publizistin
- Simelka, Friedhelm (1932–2008), deutscher Politiker (SPD), MdL

### Simen
- Simen, Rico (* 1962), Schweizer Curler
- Simen, Rinaldo (1849–1910), Schweizer Journalist und Politiker (FDP), Tessiner Staatsrat und Ständerat
- Šimėnas, Albertas (* 1950), litauischer Politiker und Ministerpräsident
- Šimėnas, Jonas (1953–2023), litauischer Politiker
- Šimenc, Dubravko (* 1966), kroatischer Wasserballspieler
- Simenc, James, US-amerikanischer Schauspieler und Synchronsprecher
- Šimenc, Miha (* 1995), slowenischer Skilangläufer
- Šimenc, Zlatko (* 1938), jugoslawischer Wasserballspieler
- Simenon, Georges (1903–1989), belgischer SchriftstellerGeorges Simenon (1903–1989)

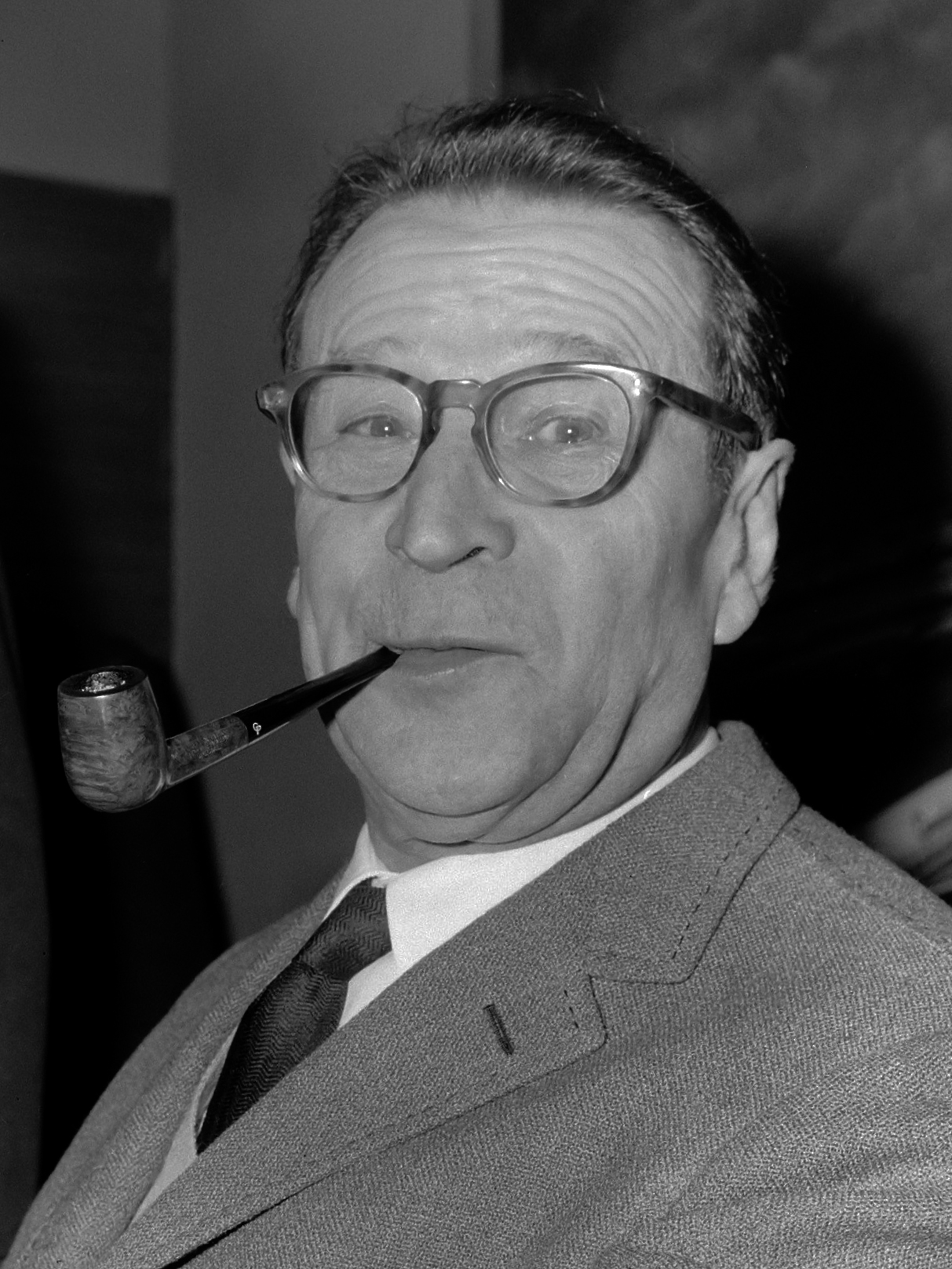
Georges Simenon (1903–1989)

- Simenon, Marc (1939–1999), französischer Drehbuchautor und Regisseur
- Simensen, Karen (1907–1996), norwegische Eiskunstläuferin
- Simensen, Ole Sigurd (* 1972), norwegischer Radrennfahrer
- Simentov, Zebulon (* 1960), jüdischer afghanischer Teppichhändler

### Simeo
- Simeon († 107), Bischof von Jerusalem, Heiliger und Märtyrer
- Simeon, christlicher Heiliger
- Simeon (1926–2016), bulgarischer Geistlicher, Metropolit von Mittel- und Westeuropa der bulgarisch-orthodoxen Kirche
- Simeon bar Isaac, jüdischer Liederdichter
- Simeon Bekbulatowitsch († 1616), Herrscher Russlands (1575–1576)
- Simeon ben Eleazar, Tannait
- Simeon ben Gamaliel I., jüdischer Gelehrter des Altertums
- Simeon ben Gamaliel II., jüdischer Gelehrter
- Simeon ben Lakisch, jüdischer Gelehrter (Amoräer)
- Simeon ben Menasja, jüdischer Gelehrter (Tannait)
- Simeon I. († 9), jüdischer Gelehrter, Lehrer der Mischna
- Simeon I. (864–927), Zar der BulgarenSimeon I. (864–927)

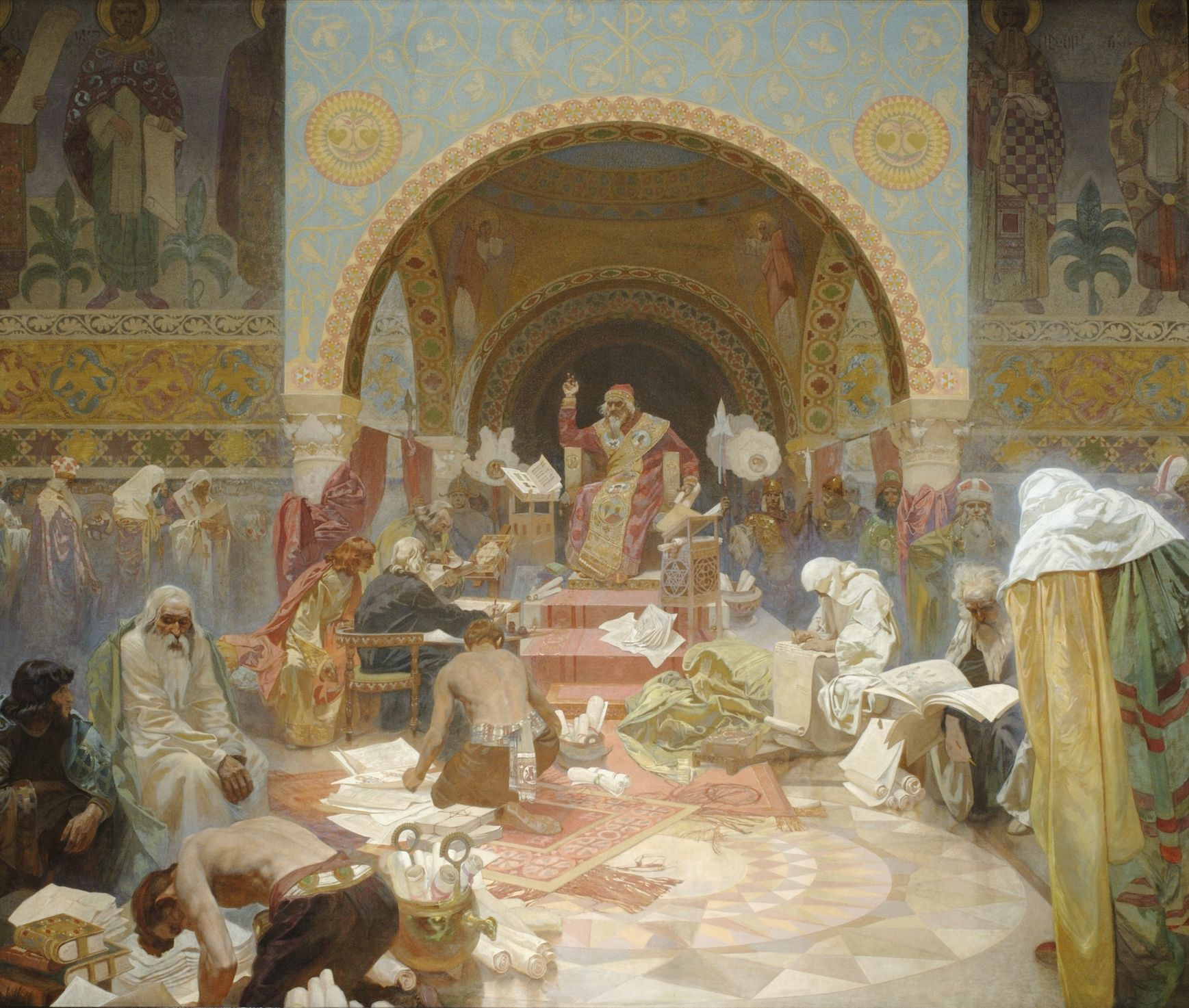
Simeon I. (864–927)

- Simeon II., orthodoxer Patriarch von Jerusalem
- Simeon II. († 70), jüdischer Lehrer
- Simeon Iwanowitsch (1316–1353), Fürst von Moskau und Großfürst von Wladimir
- Simeon Niger, Prophet und Lehrer in Antiochia
- Simeon Uroš Palaiologos, Herrscher von Thessalien (1356–1371) und von Epirus (1359–1366)
- Simeon von Trier († 1035), Pilgerführer und Eremit
- Simeon von Warna und Preslaw (1840–1937), bulgarischer Geistlicher, Metropolit von Warna und Preslaw der bulgarisch-orthodoxen Kirche
- Simeon, Corsin (* 1986), Schweizer Snowboarder
- Siméon, Jeanne (* 1952), Politikerin in den Seychellen
- Siméon, Joseph Jérôme (1749–1842), französischer Jurist und Politiker
- Simeon, Omer (1902–1959), US-amerikanischer Klarinettist und Saxophonist
- Simeon, Richson (* 1997), marshallischer Leichtathlet
- Simeon, Seoule (* 1970), vanuatuischer Politiker
- Simeon, Stephan (1927–2017), Schweizer Kirchenmusiker und Komponist
- Simeona, Morrnah (1913–1992), US-amerikanische Kräuterheilerin
- Simeone, Augustin (1863–1940), französischer römisch-katholischer Geistlicher und Bischof
- Simeone, Carmelo (1933–2014), argentinischer Fußballspieler
- Simeone, Diego (* 1970), argentinischer Fußballspieler und -trainerDiego Simeone (* 1970)

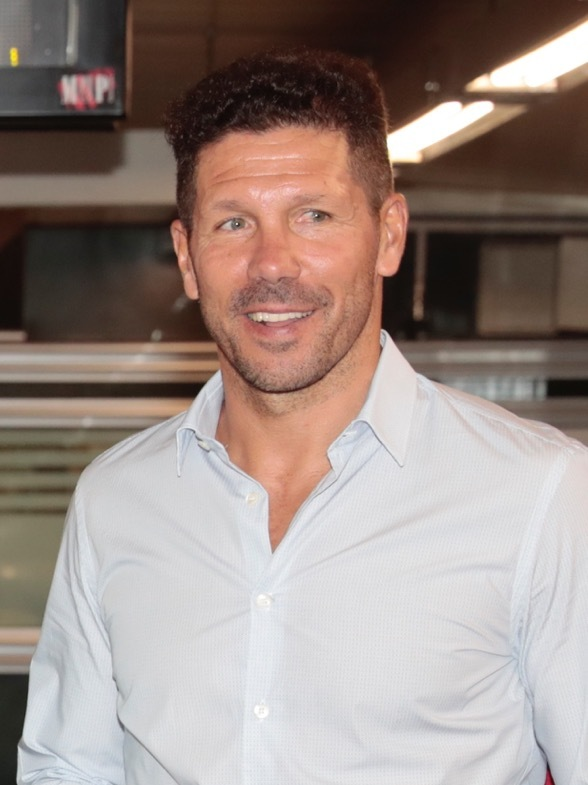
Diego Simeone (* 1970)

- Simeone, Giovanni (* 1995), argentinischer Fußballspieler
- Simeone, Giuliano (* 2002), argentinisch-spanischer Fußballspieler
- Simeoni, Antonio, italienischer Kommunalpolitiker
- Simeoni, Edmond (1934–2018), korsischer Arzt, Politiker und Nationalist
- Simeoni, Evi (* 1958), deutsche Sportjournalistin
- Simeoni, Filippo (* 1971), italienischer Radsportler
- Simeoni, Gabriele (1509–1575), italienischer Humanist, Dichter, Übersetzer, Militärtheoretiker und Astrologe
- Simeoni, Gilles (* 1967), französischer Anwalt und Politiker
- Simeoni, Giovanni (1816–1892), italienischer Geistlicher, Kardinal der Römischen Kirche
- Simeoni, Max (1929–2023), französischer Arzt und Politiker, Gründer der Union des korsischen Volkes
- Simeoni, Roldano (* 1948), italienischer Wasserballspieler
- Simeoni, Sara (* 1953), italienische Leichtathletin
- Simeonovski, Velizar (* 1968), bulgarischer Tierillustrator und Zoologe
- Simeonow, Ilian (* 1980), deutscher Stuntman und Schauspieler
- Simeonow, Konstantin Arsenjewitsch (1910–1987), sowjetisch-ukrainischer Dirigent
- Simeonow, Simon (* 1980), bulgarischer Eishockeyspieler
- Simeonow, Wenzeslaw (* 1977), bulgarisch-italienischer Volleyballspieler
- Simeonowa, Albena (* 1964), bulgarische Umweltaktivistin

### Simer
- Šimerka, Václav (1819–1887), tschechischer Mathematiker, Priester und Philosoph
- Šimerová-Martinčeková, Ester (1909–2005), slowakische Malerin

### Simes
- Simes, Jack (* 1942), US-amerikanischer Radrennfahrer
- Simes, Mary Jane (1807–1872), US-amerikanische Miniaturmalerin

### Simet
- Simeti, Turi (1929–2021), italienischer Maler
- Simetsreiter, Wilhelm (1915–2001), deutscher Fußballspieler

### Simeu
- Simeunovič, Marko (* 1967), jugoslawischer bzw. slowenischer Fußballspieler

### Simev
- Simev, Simjon (* 1949), nordmazedonischer Dichter, Essayist und Journalist

### Simey
- Simey, Thomas, Baron Simey (1906–1969), britischer Soziologe, Hochschullehrer und Politiker